# Абрамов Федір Григорович
Федір Григорович Абрамов — радянський господарський діяч. Лавреат Сталінської премії 1951 року.

## Біографія
Народився 1892 року. Член КПРС.
З 1908 року — на господарській роботі. У 1908—1958 рр. — помічник слюсаря на Дніпропетровському металургійному заводі ім. Комінтерна, учасник Громадянської війни, командир батареї Першої Кінної армії та 6-ї Чонгарської кавалерійської дивізії, випускник Дніпропетровського металургійного інституту, начальник цеху, заступник директора, директор Нижньодніпровського трубопрокатного заводу ім. К. Лібкнехта, заступник головного інженера Таганрозького металургійного заводу.
За розробку та впровадження нової технології трубопрокатного виробництва був у складі колективу нагороджений Сталінською премією за видатні винаходи та корінні удосконалення методів виробничої роботи 1951 року.
Помер у Таганрозі 1958 року.